# Jean-Pierre Fontenay
Jean-Pierre Fontenay (nascut el 24 de juny de 1957) és un pilot de ral·lis francès, guanyador del Ral·li Dakar del 1998 amb un Mitsubishi, a més de quedar segon l'any 1997, i obtenir el tercer lloc en dos anys, 1995 i 1996. També va guanyar el ral·li París - Pequín els anys 1992 i 1995.